# Rebenburg (Adelsgeschlecht)

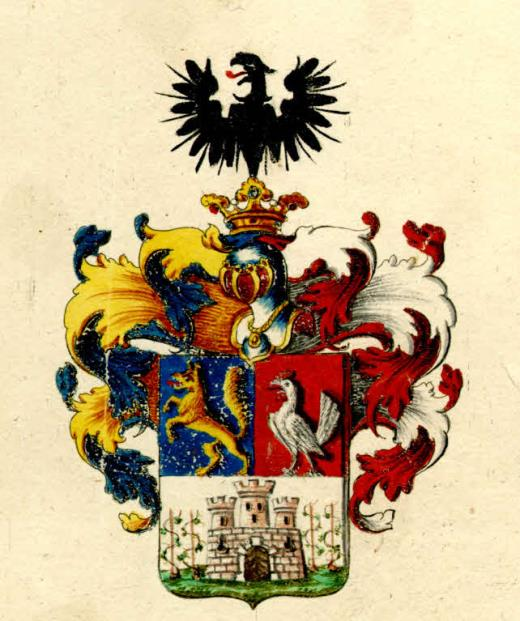
Wappen der Edler von Rebenberg (1823)

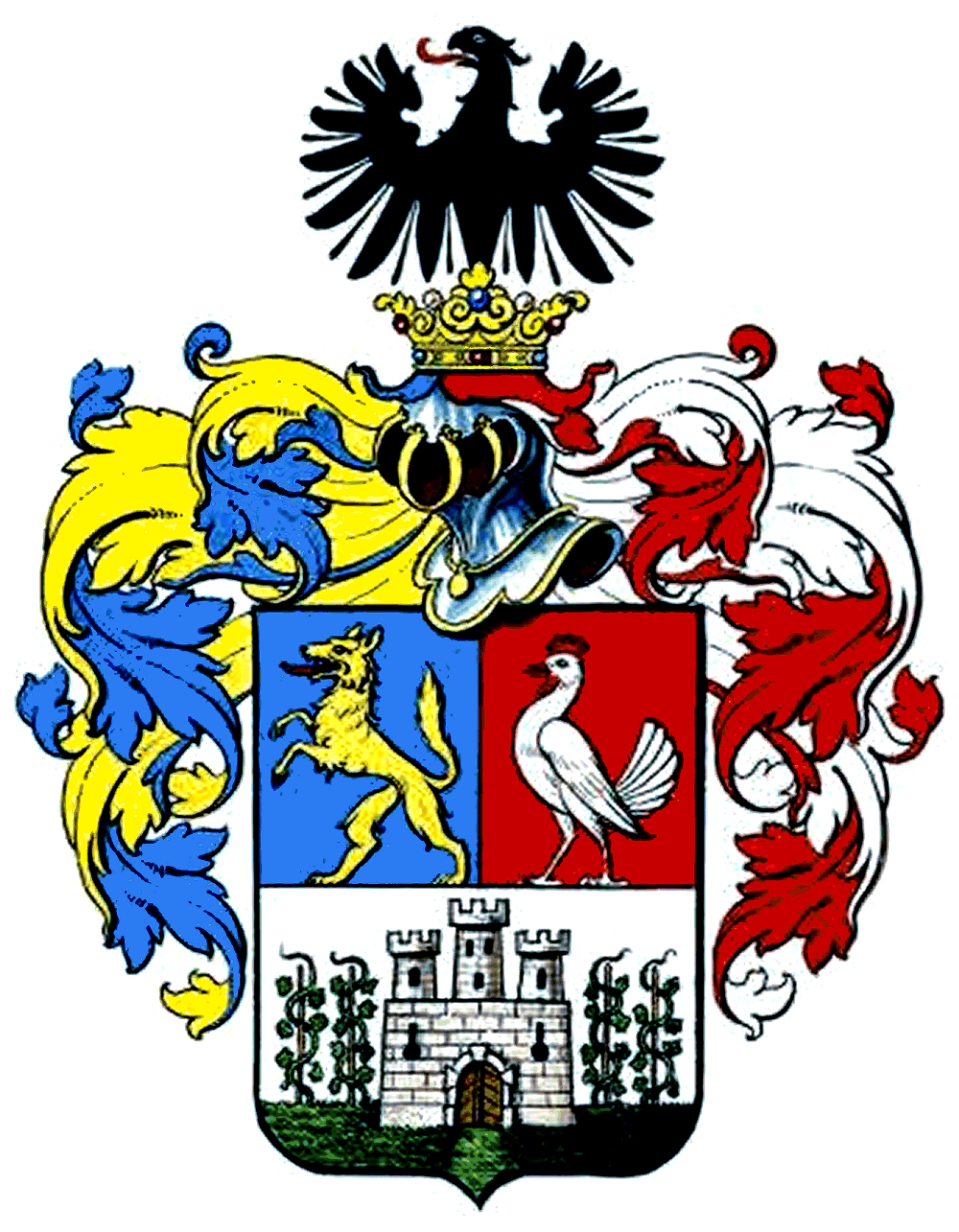
Unverändertes Wappen der Kyd Edler von Rebenburg (1918)

Händl von Rebenburg, später Kyd von Rebenburg, ist der Name eines österreichischen Adelsgeschlechts.

## Geschichte

### Händl von Rebenburg
Johann Nepomuk Händl, war seit 1802 Besitzer der Herrschaft Ober-Lichtenwald im Savetal in Slowenien (damals Untersteiermark). 1823 wurde er für seine Verdienste um das Schulwesen mit Händl Edler von Rebenburg geadelt. Das Prädikat „Rebenburg“ erhielt er nach dem Weingarten, den er bei der Burg Ober-Lichtenwald mit einem Park hat anlegen lassen.
Sein Sohn Anton von Rebenburg war Major der Tiroler Kaiserjäger und Schwager von Erzherzog Johann, da er seit 1837 mit Anna Plochls Schwester Luise verheiratet war.

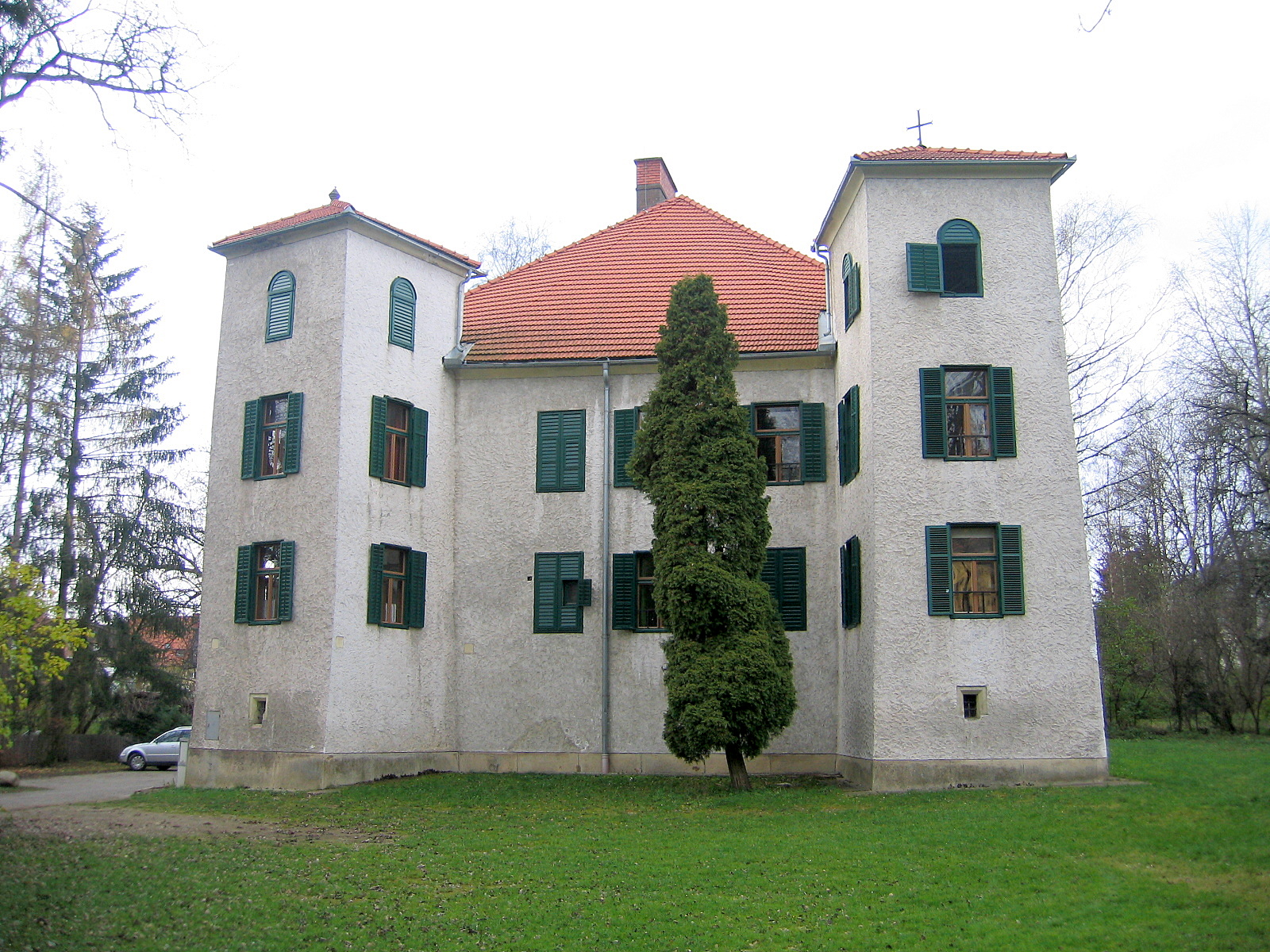
Schloss Stibichhofen

Hans von Rebenburg (1834–1917), ein österreichischer Unternehmer, war der Sohn von Ludwig von Rebenburg (1806–1877), Enkel von Johann Nepomuk. Seine Mutter war Katharina von Schragl (1807–1862), die aus einer bekannten Familie aus Vordenberg kam. Die Vorfahren seiner Mutter waren seit vielen Generationen als Unternehmer im Eisenwesen erfolgreich tätig. Unter anderem gehörte ihnen das Radwerk Nummer IX inklusive dessen Herrenhaus in Vordernberg. Hans heiratete 1856 Anna von Seßler aus einer Radmeisterfamilie. Die Ehe blieb kinderlos.
Hans von Rebenburg ließ am Archkogl beim Grundlsee die „Villa Rebenburg“ am Ufer errichten. Nach dem Tod seiner Mutter erbte er 1862 das Radwerk IX und den Liegenschaftsbesitz der Schragl. Im selben Jahr kaufte er Schloss Stibichhofen samt 12 Hektar Wiesen. Wenn Kaiser Franz Joseph I. in der Radmer Jagdurlaub machte, hat er oft adelige Gäste aus der Umgebung zu einer Treibjagd eingeladen. Bei den Eingeladenen war häufig auch Hans von Rebenburg dabei.
Die Linie Händl von Rebenburg ist ausgestorben.

### Kyd von Rebenburg
Marie von Rebenburg, eine Schwester von Hans von Rebenburg heiratete Alexander Kyd Esq., der aus einer reichen und bekannten schottischen Familie stammte. Seine Vorfahren waren Barone von Craigie.
Aus der Ehe entsprangen zwei Kinder:
- Alexander Kyd (1832–1910) wurde von Hans von Rebenburg adoptiert, hieß dann kurzzeitig Kyd-Rebenburg, bis er 1918 eine Adelsübertragung von Händl von Rebenburg auf Kyd von Rebenburg erlangte. Alexander Kyd von Rebenburg heiratete Gräfin Sophie Mikes de Zabola, eine rumänische Adelige.[3] Das Paar hatte einen Sohn Alexander John und zwei Töchter.
  - Alexander John Kyd Edler von Rebenburg (1888–1964) heiratete Gräfin Bianca Marenzi[4]. 1953 verkaufte er Schloss Stibichhofen an die Evangelische Pfarrgemeinde Leoben, die aus dem Schloss eine Jugendheim machte.[5]

- Mary Kyd (1861–1947) heiratete den Markgrafen Adalbert (Béla) von Pallavicini, mit dem sie einen Sohn und eine Tochter hatte[6].

## Bekannte Namensträger
- Hans von Rebenburg (1834–1917), österreichischer Unternehmer
- Beatrice Kyd von Rebenburg (* 1950) (vh. Auersperg)